# 海部男種麿
海部 男種麿（あまべ の おたねまろ、生没年不詳）は、平安時代前期の官人、医師。姓は無しか。

## 経歴
長門国の医師。貞観元年（859年）2月、従八位下で採銅使に任ぜられた。他の事績は不明。

## 官歴
『日本三代実録』による。
- 時期不詳：従八位下
- 貞観元年（859年）2月25日：採銅使